# Johann Christian Carl Günther
Johann Christian Carl Günther (Janer, 10 de octubre de 1769-Breslau, 18 de enero de 1833) fue un botánico alemán.

## Epónimia
Género
- (Asteraceae) Guntheria Benth. & Hook.f.[3]
- (Brassicaceae) Gunthera Steud.[4]